# غريب غسان (شخصية كرتونية)
غريب غسان، أحد شخصيات أنمي كابتن ماجد.

## نبذه
غريب، اللاعب السريع، ذو الإصرار العجيب، والذي يظهر على الساحة لأول مرة في السلسلة الثانية . قد كان لاعبًا في فريق ناكاهارا إف سي Nakahara FC، قبل تشكيل المنتخب الوطني للشباب، ولعب مع فريق المجد وهزم هزيمة نكراء، ضمن البطولة الوطنية للمدارس المتوسطة. يلاقي غريب ماجد، في المطار، ويعطيه ماجد 3 قطع نقدية، كانت الدافع الأكبر لغريب في الاستمرار في الاحتراف.
يسافر غريب إلى إيطاليا لاحتراف كرة القدم. يخدع غريب من قبل رجل، يغريه بكلامه المعسول بأنه من طاقم الإدارة لنادي إف سي إنتر ميلانو (أو ميلان) FC Inter Milan، ويطلب منه إحضار مبلغ ضخم كرسم للقبول، ولكن بعد أن يعطيه غريب النقود، يقوم الرجل بإيهام غريب بأنه قد تحدث مع مدير النادي، فيذهب غريب ليكلمه، فيفاجأ بالرجل هاربًا، وبالمدرب مستغربًا. يدرك غريب أنه قد خدع وقد سرق له كل ما يملك من مال، لذلك يحاول جمع بعض المال، فيعمل ماسحا للأحذية. ويخضع غريب لاختبارات قبول من نوع مختلف ويقبل بفضل شخص يدعى كاليميرو (Calimero).
إن الصديق الأبرز لغريب في إيطاليا، هو الحارس المثالي، جينو هيرنانديز Gino Hernandez، أما الخصم الأبرز فهو سالفاتور جينتايل Salvatore Gentile، كابتن نادي جيوفنتوس Juventus، في السلسلة الثانية.
بعد سنتين من التدريب والاحتراف في إيطاليا، استدعى المدرب فوزي، غريب، للانضمام إلى صفوف المنتخب، واللعب ضد منتخب تايلاند. يسهم غريب في الفوز في الكثير من مباريات المنتخب في السلسلة الثانية. لاحقا، يترك غريب نادي إنتر ميلانو وينضم إلى نادي ألبيس Albese الفريق الثالث (الدرجة الثالثة C1)، في السلسلة الثالثة.
في السلسلة الرابعة، يتواجه غريب ضد بسام (فريق آي سي رجيانا AC Reggiana)، ويظهر غريب تقنيات جديدة أذهلت الجميع. ويرتقي غريب في نهاية المباراة إلى الفريق الثاني (الدرجة الثانية)، بالرغم من خسارة فريقه بنتيجة 3 – 2.
في الأنمي المدبلج للعربية، تم اعتماد اسم (غريب) في الجزء الثالث والشبح من دون ذكر اسم الأب، وقد اعتمدت اسم غريب غسان كما سميته في المانجا المترجمة